# Legado

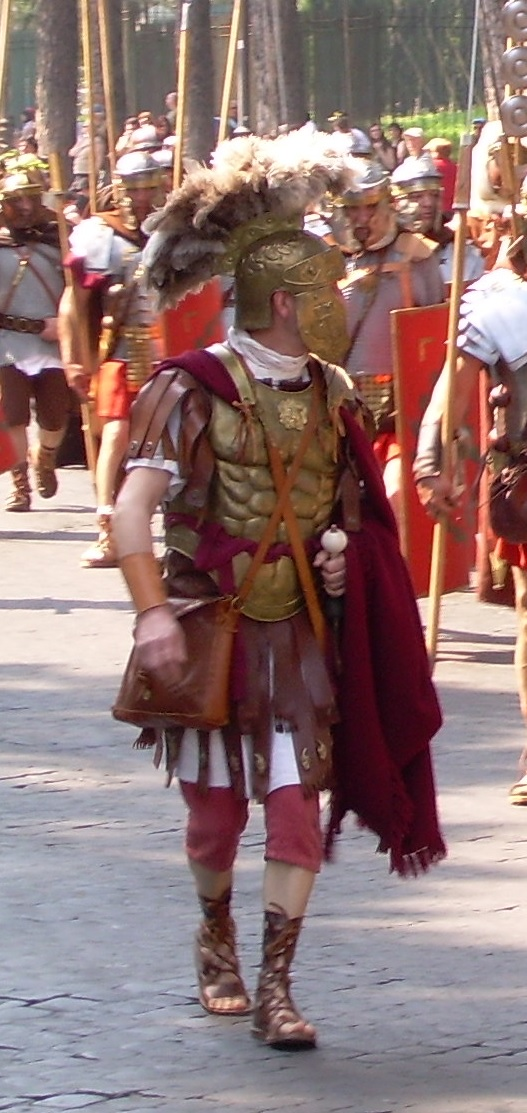
Legatus

O legado (em latim: legatus) era um general do exército romano, equivalente ao moderno oficial general. De categoria senatorial, o legado sobrepunha-se a todos os tribunos militares e estava sujeito ao duque (dux). Para habilitar-se a comandar um exército independentemente do duque ou do governador da província, o legado precisava ser de categoria pretoriana ou mais alta.
Os homens que ocupavam o posto de legado advinham da classe senatorial romana. Havia dois cargos principais: o legado legionário (legatus legionis), que era um ex-pretor a quem se atribuía o comando de uma das legiões de elite, e o legado propretor (legatus propraetor), um ex-cônsul, que recebia o governo de uma província romana com os poderes magistráticos de pretor, o que em certos casos incluía o comando de quatro ou mais legiões.
Numa província com apenas uma legião, o legado também era o governador provincial, mas, em províncias com várias legiões, cada uma destas era comandada por um legado e todas estavam sujeitas ao governador.